# Draba strasseri
Draba strasseri är en korsblommig växtart som beskrevs av Werner Rodolfo Greuter. Draba strasseri ingår i släktet drabor, och familjen korsblommiga växter. Inga underarter finns listade i Catalogue of Life.